# Стадион Ла Коча
Стадион Ла Коча (шп. Estadio La Cocha је фудбалски стадион у Латакунги, Еквадор. Налази се на авенији Луис де Анда и улици Панзалеос, у граду Латакунга. Углавном се користи за фудбалске утакмице, а као домаћини играју екипе Сосиједад Депортива Фламенго и Клуб Спорт Норте Америка које су у фудбалском такмичењу друге категорије, као и неколико друголигашких тимова из Латакунге. Стадион има капацитет да прими 16.000 гледалаца.
Стадион је свечано је отворен 1. априла 1982. године уз присуство председника Републике Освалда Хуртада Ларее. Након отварања, председник је као почасни сведок потписао уговор о изградњи Покривеног спортског колосеума града Латакунга.

## Употреба стадиона
Стадион се углавном користи за фудбалске утакмице, од клубова фудбалски клуб Ц.Д. Универсидад Техника де Котопаки највише користи овај стадион. Такође је коришћен за првенство Јужне Америке до 17 година 2011. и 2007. године и за првенство Јужне Америке до 20 година 2001. године..